# Fălticeni
Fălticeni est une ville du județ de Suceava, Moldavie, située dans le nord-est de la Roumanie. En 2011, elle comptait 25 723 habitants.

## Géographie

### Localisation
La ville de Fălticeni est située au Sud-Est du Județ de Suceava, parcourue par la route européenne E85 (DN 2), située à une distance de 25 km de la ville de Suceava, chef-lieu du département portant le même nom.
Au sud, à env. 80 km est située la ville Roman, du Județ de Neamț. Fălticeni est connectée au réseau de voies ferrées roumaines, par la voie ferrée secondaire Dolhasca – Fălticeni, d'une longueur de 24 km. Les travaux pour cette voie ferrée ont débuté le 25 avril 1885 et ont été finalisés le 28 mai 1887. 
La ville de Fălticeni administre deux villages : Șoldănești et Țarna Mare.

### Relief
La ville de Fălticeni est située dans une zone vallonnée du plateau de Suceava, entourée de vergers, de pommiers et de lacs piscicoles. De la ville de Fălticeni on aperçoit les sommets des monts de Stânișoara (altitude maxime 1 531 mètres au Sommet du Bison); devant est un horizon de hauteurs sous-carpatiques – La Colline Marteau (624 mètres), La Colline Haute (503 mètres), La Colline Pleșului (915 mètres) ; plus près, on trouve le couloir dépressionnaire de la vallée de la rivière Moldova.

### Climat
Le climat de la ville s'encadre dans le type tempéré-continental, caractéristique aux zones  dépressionnaires. 
La température moyenne est entre 7−8 °C et la quantité moyenne annuelle de précipitations est de 621 mm. Les températures les plus élevées enregistrées à Fălticeni ont été de +37 °C (le 16 août 1905) et +40 °C (le 18 juillet 2007). La température la moins élevée enregistrée à Fălticeni a été de −32,5 °C (le 18 février 2008). Les températures moyennes annuelles au printemps sont assez basses (+1,5 °C en mars et +8,1 °C en avril), ce qui a comme conséquence la floraison tardive des pommiers, des gels et du givre.

## Démographie
Conformément au recensement effectué en 2011, la population de la ville de Fălticeni s'élevait à 25 723 habitants, en baisse depuis le recensement antérieur datant de 2002, quand on enregistrait, selon le site hongrois Kulturális Innovációs Alapítvány, kia.hu, 29 787 habitants. 
Les habitants sont majoritairement roumains (92,7%). Pour 5,49% de la population, l'appartenance ethnique n'est pas établie ou bien connue.
Du point de vue confessionnel, la population est majoritairement orthodoxes (90,61 %), avec une minorité d'orthodoxes de rite ancien (1,15 %). Pour 5,5 % de la population, l'appartenance confessionnelle n'est pas connue.

## Historique
La première attestation écrite date du 15 mars 1490, quand le trésorier Isac a acheté les terres du village Fulticenii, situé sur la rivière Șomuz, de Neacșa, la fille d'Hanea. Une deuxième attestation documentaire date du 12 mars 1554, quand Alexandru Lăpușneanu a fait don de ses biens immobiliers, le domaine Lapusneanu, au monastère Moldovița. 
Comme ville, Fălticeni a été fondée, conformément aux écrits de l'enseignant Vasile laissés sur le Cazania de l'église Fălticenii-Vechi, en 1779 et conformément au document Condica Visteriei, La Chronique de la trésorerie, numéro 23 de 1824, la fondation daterait de l'an 1772.
La ville de Fălticeni est mentionnée dans le Grand dictionnaire géographique de la Roumanie, elle serait fondée par Ioniță Bașotă en 1780, par l'affrètement, la charte du prince Constantin Moruzi, datée du 8 août, et que juste après sa création, le bourg, le marché, la foire de Șoldănești, ce qui correspond à la ville de Fălticeni d'aujourd'hui, ont été peuplés par des personnes venant des villages et communes de Baia, réfugiées ici après une grande inondation causée par la rivière Moldova (pas d'attestation pour cet événement).
Selon certaines recherches[Lesquelles ?], on affirme que la ville a existé avant la date de la charte princière du 8 août 1780. Le village Folticeni est mentionné dans des documents de 1490 et 1550, quand le voïvode Alexandru Lăpușneanu écrit que le village et le terrain afférent appartiennent au monastère Moldovița.
Officiellement, selon la charte ou l'affrètement du prince Constantin Moruzi, la ville a été créée le 8 août 1780 sur la propriété de Șoldănești, du stolnic, Ioniță Bașotă.
La ville est beaucoup plus ancienne, idée soutenue aussi par l'historien de la ville, Arthur Gorovei, car son ancienneté aurait été confondue avec l'ancienneté du village Fălticenii-Vechi duquel parlent les documents du XIIe siècle.

### Communauté juive

#### Origine de la ville

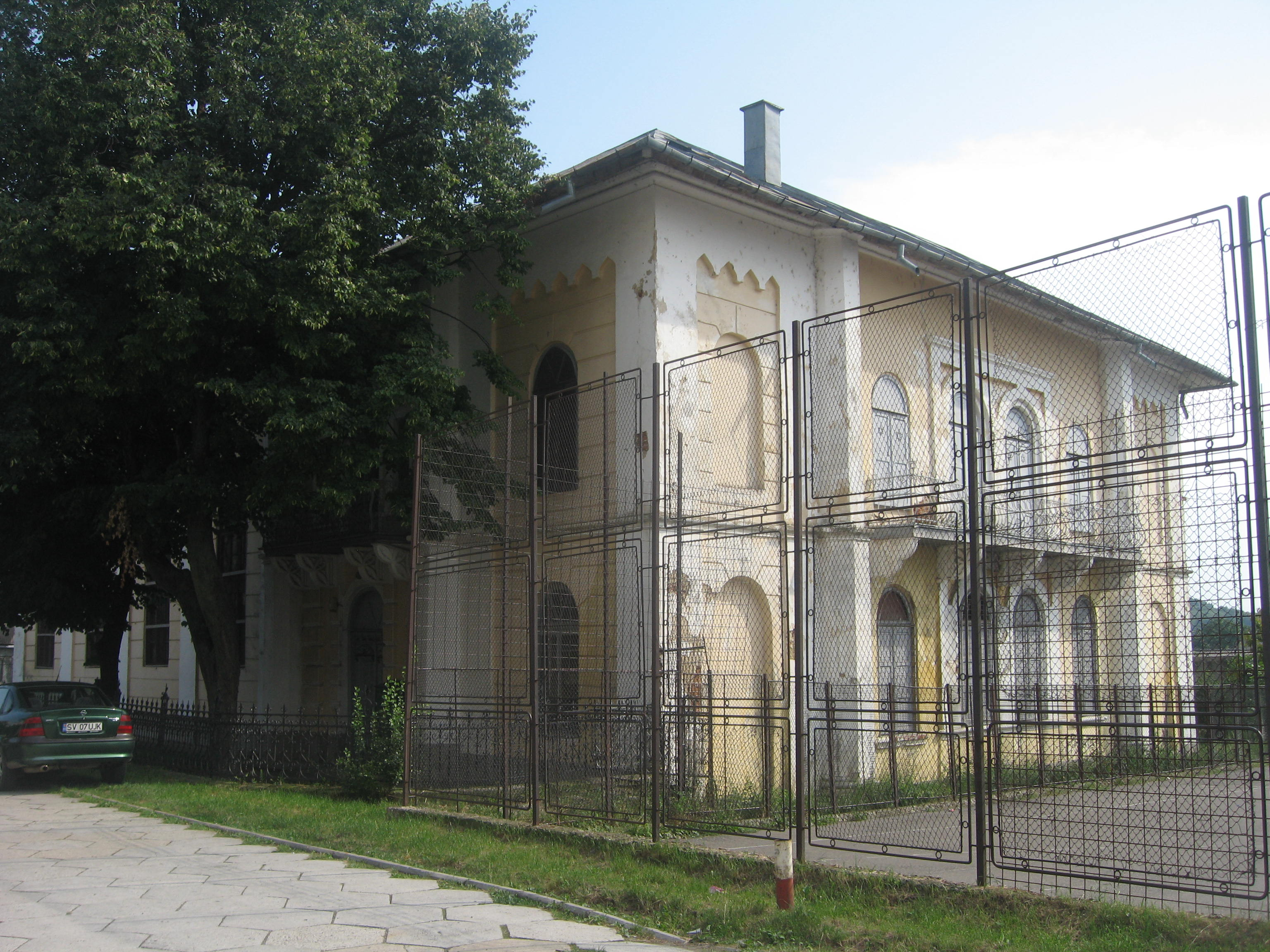
Grande synagogue fondée en 1795 et reconstruite en 1852

Selon l'Encyclopedia of Jewish Communities in Romania de Yad Vashem, la ville de Fălticeni est bien fondée en 1779 sous le règne de Constantin Moruzi, Hospodar de Moldavie - première ville de Roumanie fondée par des Juifs sous la protection des princes. L'historien de la ville, Artur Gorovei, mentionne dans sa monographie qu'en 1772, trois frères juifs vivaient déjà en ville, et précise que l'origine de la ville provient de l'établissement de ces Juifs.  
En 1774, quand la Bucovine est annexée par l'Autriche, plusieurs Juifs s'enfuient à Fălticeni. Le 1er juillet 1780, le contrat signé entre le propriétaire terrien Ionita Basota et les Juifs leur permet, sous conditions, de construire une synagogue dans le voisinage (Grande synagogue de Fălticeni construite en bois en 1795) et leur cède une parcelle de terre pour y créer un cimetière. Ils ont l'autorisation d'exercer un commerce et doivent payer les taxes fixes. Approuvé par le prince, ce contrat à validité permanente est aussi signé par les boyards possédant les terres avoisinantes. Aucune restriction n'est imposée quant au nombre de Juifs pouvant s'installer dans la ville. Cet accord pour la création d'une telle ville permet d'attirer des Juifs d'autres villes comme Suceava en Bucovine, de Bessarabie, de Galicie ou de Baia, auquel le propriétaire terrien s'emploie. 

#### XIXesiècle
À partir de 1810, de nouveaux propriétaires prétendent être en droit de recevoir les taxes payées par les Juifs, lesquels portent l'affaire en justice et construisent des synagogues en pierre avec comme seule autorisation, celle des autorités.
Pendant la révolution de 1821 en Moldavie et Valachie, la ville est pillée et incendiée par les Etéristes. Les révolutionnaires grecs s'emparent des dirigeants de la communauté juive, les conduisent au monastère de Targu Neamt et exigent une forte rançon pour leur libération. Plusieurs sont torturés et assassinés, les autres ne devront leur salut qu'à l'arrivée de l'armée ottomane.
En 1823, le prince Ioan Sturdza accorde les droits de propriété sur le domaine à Andrei Basota, petit-fils du premier propriétaire. Celui-ci abroge l'accord de 1780 et désire signer un nouveau contrat avec les Juifs, qui augmente les taxes existantes et en crée de nouvelles. Se basant sur le contrat de 1780 à validité permanente, les Juifs s'opposent à cette abrogation mais le prince annule tout de même l'accord de 1780 et autorise le nouveau statut défavorable aux Juifs. Ce n'est qu'en 1836, que les Juifs et le propriétaire du domaine arrivent à s'entendre et qu'ils obtiennent la possibilité d'acheter les terrains dans le centre-ville sur lesquels ils ont vécu. 
Les Juifs de Fălticeni travaillent principalement dans le négoce de marchandises, participent à l'essor des foires (notamment de Saint-Elie) et voient le nombre de leurs membres croître rapidement, passant de 1 500 en 1803 à 3 200 en 1831, avec l'arrivée de Juifs de Bessarabie et de Bucovine, puis à 4 152 en 1838.  En 1859, 63,5 % de la population totale de la ville sont juifs. En 1852, la Grande synagogue est détruite par un incendie et reconstruite en pierre et brique.

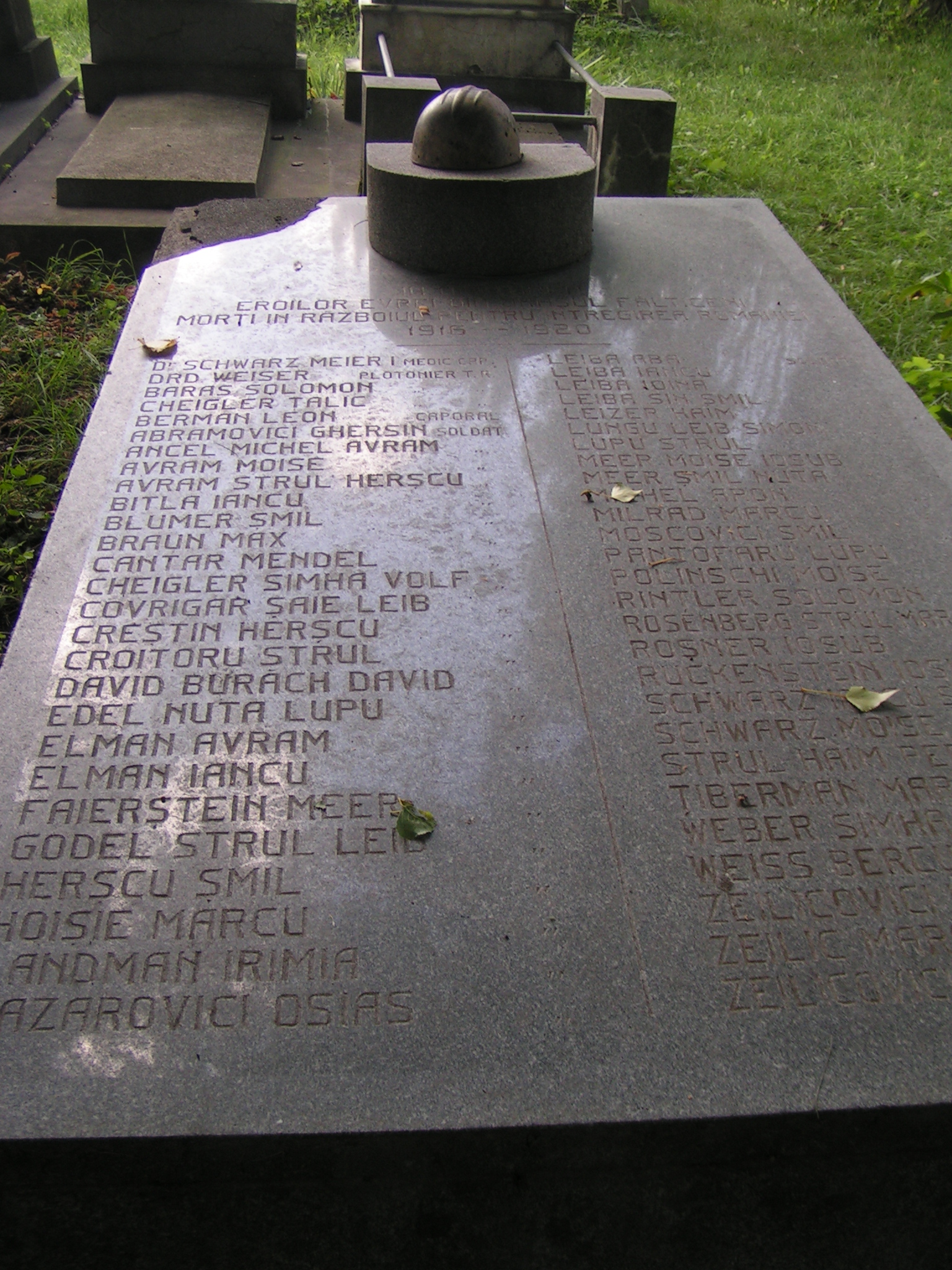
Mémorial pour les martyrs juifs de Falticeni de 1916-20

Pendant la seconde moitié du XIXe siècle, la communauté est florissante et s'équipe de plusieurs institutions. On recense 13 synagogues en 1859. Le nombre de Juifs varie pendant cette période entre 4 000 et 5 000, atteignant même un pic de 5 499 membres en 1899. À partir de cette date, la population juive ne va cesser de décroître en raison notamment d'une forte émigration vers les États-Unis. En 1910, on ne recense plus que 4 751 Juifs à Fălticeni.

#### XXesiècle
Après le rattachement de la Bucovine à la Roumanie en 1918, de nombreux Juifs quittent la ville, tandis que la situation économique de ceux qui restent se détériore fortement, jusqu'à devenir misérable dans la période de l'Entre-deux-guerres, telles décrites dans ses mémoires par le Dr Moses Rosen, futur grand-rabbin de Roumanie et président des communautés juives de Roumanie après la Seconde Guerre mondiale. Parallèlement, surgissent les premières manifestations d'antisémitisme au quotidien.
À cette époque, des Juifs participent à la vie politique, tel Adolf Baier, vice-maire de la ville. Selon le recensement de 1930, les Juifs représentant 36,6 % de la population totale de la ville.
Dès son arrivée au pouvoir en 1937, le gouvernement d'Octavian Goga élabore des lois antisémites qui conduisent à toute une série de persécutions contre les Juifs : ceux-ci sont roués de coups dans les rues, obligés de garder leur magasin ouvert le Chabbat, etc. En juin 1940, le gouvernement de Ion Antonescu adopte de nouvelles lois plus draconiennes, prévoyant la confiscation des biens juifs, l'expulsion des écoles et de la fonction publique de tous les Juifs, l'interdiction pour un médecin juif de traiter des patients d'une autre religion, etc. 
Selon le recensement de 1941, il reste 4 020 Juifs habitant Fălticeni, soit 31,8 % de la population. En juin 1941, un corps militaire allemand s'installe en ville et s'empare des synagogues et des bâtiments juifs afin d'y loger ses officiers et ses soldats. Le 18 août 1941, tous les Juifs de la ville reçoivent l'ordre de porter l'étoile jaune. Un camp de concentration est créé pour interner tous les Juifs fălticeniens et des villes avoisinantes de Lespezi et de Liteni. Sur les 5 000 Juifs déportés en Bessarabie et Transnistrie, seuls environ 3 700 survivront à la guerre.
Après la Seconde Guerre mondiale et la Shoah, des Juifs de Fălticeni émigrent par Chypre vers la Palestine/Israël dès fin 1947 puis par vagues successives, en 1950 et 1951, puis entre 1958 et 1962. Une loi oblige les émigrants à devoir rembourser à l'État roumain le coût de leurs études souvent poussées et vendre tous leurs biens avant de partir définitivement pour Israël.

#### XXIesiècle
En 2002, la communauté juive de Fălticeni porte plainte à la police pour intrusion, inscriptions antisémites et vol d'un livre sacré dans les locaux de la synagogue mais la communauté est déboutée. En juillet 2005, la présidente de la communauté, Tania Grünwald, demande à la mairie d'assurer la sécurité de la Grande synagogue, du vieux cimetière juif dont les pierres tombales ont été endommagées ou utilisées par les habitants pour les fondations de leurs maisons, ainsi que du nouveau cimetière. Elle indique également des destructions de clôtures, des vols et des cambriolages.
En 2007, la communauté juive de Fălticeni ne compterait plus que 40 membres, tandis que les données publiées par la municipalité présentent 201 Juifs en 1977, 52 en 1992 et 18 en 2002.

### Nom
La ville a eu, au début, le nom Le bourg de Șoldănești ou Le bourg du Șomuz, rivière la traversant et par un document, nommé anaforaua, daté du 29 mars 1826, émis par le prince Ioniță Sandu Sturdza, elle devient Le bourg de Fălticeni, après 1775, quand l'Autriche a occupé le Nord de la Moldavie nommé après cette période Bucovina. Au cours de la même période on établit aussi la préfecture de la nouvelle province à Suceava, après que celle-ci ait été établie à Rădășeni.
Le nom provient, selon l'opinion des historiens Ioan Bogdan, Nicolae Iorga et Mihai Costăchescu, de Stan Pântece, nommé aussi Foltic, propriétaire du domaine du village Fălticenii Vechi. 
Gustav Adolf Zikelli, citoyen ayant des origines hongro-allemandes, prenant en compte une légende de Transylvanie, suppose que le nom de la ville viendrait du nom d'un colon allemand-sas, au nom de Fâln Hannes de Weillau, qui serait le même que le Hanea, père de Neacșa, duquel on a acheté le village en 1490 par le trésorier Isac, personnage important à la cour d'Étienne le Grand de Roumanie et Virgil Tempeanu déduit que le nom provient du mot foltău, nom donné  à l'écorce de sapin par les paysans habitant la montagne. Des discussions ont été menées aussi concernant les noms de Folticeni ou Fălticeni. La forme qui s'est imposée a été celle de Fălticeni. 
Fălticeni est le résultat de la transformation en ville de plusieurs villages existants bien avant 1400. Le nom a été changé de Șoldănești en Fălticeni en 1836 d'après le nom du village et du domaine Fălticenii Vechi. 
Entre les deux guerres mondiales, il a été la résidence, chef-lieu du département (județ) de Baia.

## Culture
Fălticeni est l'une des villes importantes de la Roumanie, en ce qui concerne la culture et les sciences. Un grand nombre de personnalités marquantes, écrivains, scientifiques et artistes, se sont formés et ont créé à Fălticeni. George Călinescu situait Fălticeni entre les plus riches trésors spirituels du peuple roumain, après Bucarest et Iași. Fălticeni est la troisième ville de Roumanie en nombre d'écrivains autochtones, après les deux centres culturels București et Iași. Rapporté au nombre d'habitants, Fălticeni se situerait à la première place en Roumanie. Fălticeni a donné à la Roumanie des dizaines d'écrivains de taille nationale et de reconnaissance mondiale. La ville a formé 16 académiciens, 12 généraux, 60 médecins en culture et sciences.

### Personnalités
Le bourg de Fălticeni s'affirme dans la culture nationale à partir du milieu du XVIIIe siècle. Du riche lexique des personnalités de Falticeni font partie : 
- les écrivains : Enache Gane, Costache Gane, Maria Cantacuzino, Nicolae Istrati, Nicu Gane, Ion Creangă, Nicolae Beldiceanu, Mihail Sadoveanu, Ion Dragoslav, Anton Holban, Horia Lovinescu, Vasile Lovinescu, Nicolae Labiş, Vasile Savel, Nicolae Jianu, Mihail Șerban, Grigore Ilisei et Israel Joseph Benjamin;
- les historiens, critiques littéraires et philosophes : Eugen Lovinescu, Monica Lovinescu, Alexandru Lambrior, Teodor V. Stefanelli, Virgil Tempeanu, Gheorghe Cardaș, Mihai Gafița, A.G. Stino, Constantin Ciopraga, Cornel Dimitriu, Ștefan S. Gorovei, Nicolae Sturzu, Magdalena Vultur;
- les hommes de théâtre et musiciens : Matei Millo, Jules Cazaban, Grigore Vasiliu Birlic, Paul Călinescu, George Adamachi, Alexandru Alger, Maria Tanasă-enseignante, chanteuse de musique traditionnelle, responsable du groupe de musiques et danses traditionnelles "La Ballade", Teodor Ilincăi-ténor;
- les artistes plastiques : Ion Irimescu, Ștefan Șoldănescu, Dimitrie Hârlescu, Aurel Băeșu, Reuven Rubin, Maria Mihăescu, Mihai Cămăruț, Vasile Vasiliu-Falti et Teodor Tatos;
- les folkloristes : Artur Gorovei, Mihai Lupescu, Maria Tanasă;
- les médecins : Ion Tănăsescu, Sofia Ionescu-Ogrezeanu, première femme médecin neurochirurgien de Roumanie et parmi les premières femmes neurochirurgiennes dans le monde;
- les scientifiques : Dimitrie Leonida, Nicolae Grigoraș, Vasile Ciurea, Mihai Băcescu, Eliot Sorel, Sofia Ionescu-Ogrezeanu et Florin Constantin Ghiurea, Marcel Porof, Petru Craciun;
- les théologiens et philosophes : [[Prof. Dimitrie Boroianu - professeur de théologie (sans être prêtre). Né le 31 août 1864, à Fălticeni, décédé le 9 sept. 1951, à București, spécialisation en Théologie et Philosophie à Leipzig (1895- 1897), où il obtient le Doctorat en Philosophie (1897). Secrétaire du séminaire “Central" de București (1887-1894), sous-directeur de la Chancellerie de la Métropolie d'Ungrovlahia (1892-1894), défenseur ecclésiastique (1894-1895), professeur au Séminaire "Veniamin" de Iași (1897- 1902), professeur de dogmatique (1902-1904), puis de droit ecclésiastique (1904-1936) à la Faculté de théologie de București, doyen de la Faculté (1910 - 1912 și 1923 - 1927), parallèlement directeur de la Chancellerie de la Métropolie d'Ungrovlahia (1912-1927). A publié des œuvres de Droit ecclésiastique, liées surtout aux problèmes courants de la vie de l'église, des manuels pour les séminaires de théologie, etc.]]
- les gagnants aux concours internationaux et olympiades : Constantin POPA, médaillé d'or à l'Olympiade internationale de géographie Cologne_2012, Iustina CRACIUN, double médaillée d'or à l'Olympiade Internationale d'Astronomie et Astrophysique Volos_2013, Bogdan BACIU, le plus jeune représentant de la Roumanie à l'ONU, en, 2012, à l'âge de 18 ans
- les sportifs : Ionuț Atodiresei-boxe, Maria Olaru-gymnastique, Mihaela Pohoață-gymnastique, Vasile Nistor, Adrian Avramia-football, Constantin Chiriac, Geanina Beleaga-aviron_championne mondiale juniors 2012, Marta Omania-aviron, Ioana Vrînceanu-aviron.
- les entraîneurs : Vasile Avramia, Ana Avramia, Ioan Despa, aviron, kayak et canot.

### Journaux et publications
- „La voix de Suceava” (1876)
- „Le Paysan” (1876)
- L’Écho des Carpates (1878)
- L'Abeille (1878)
- „Le moustique” (1879)

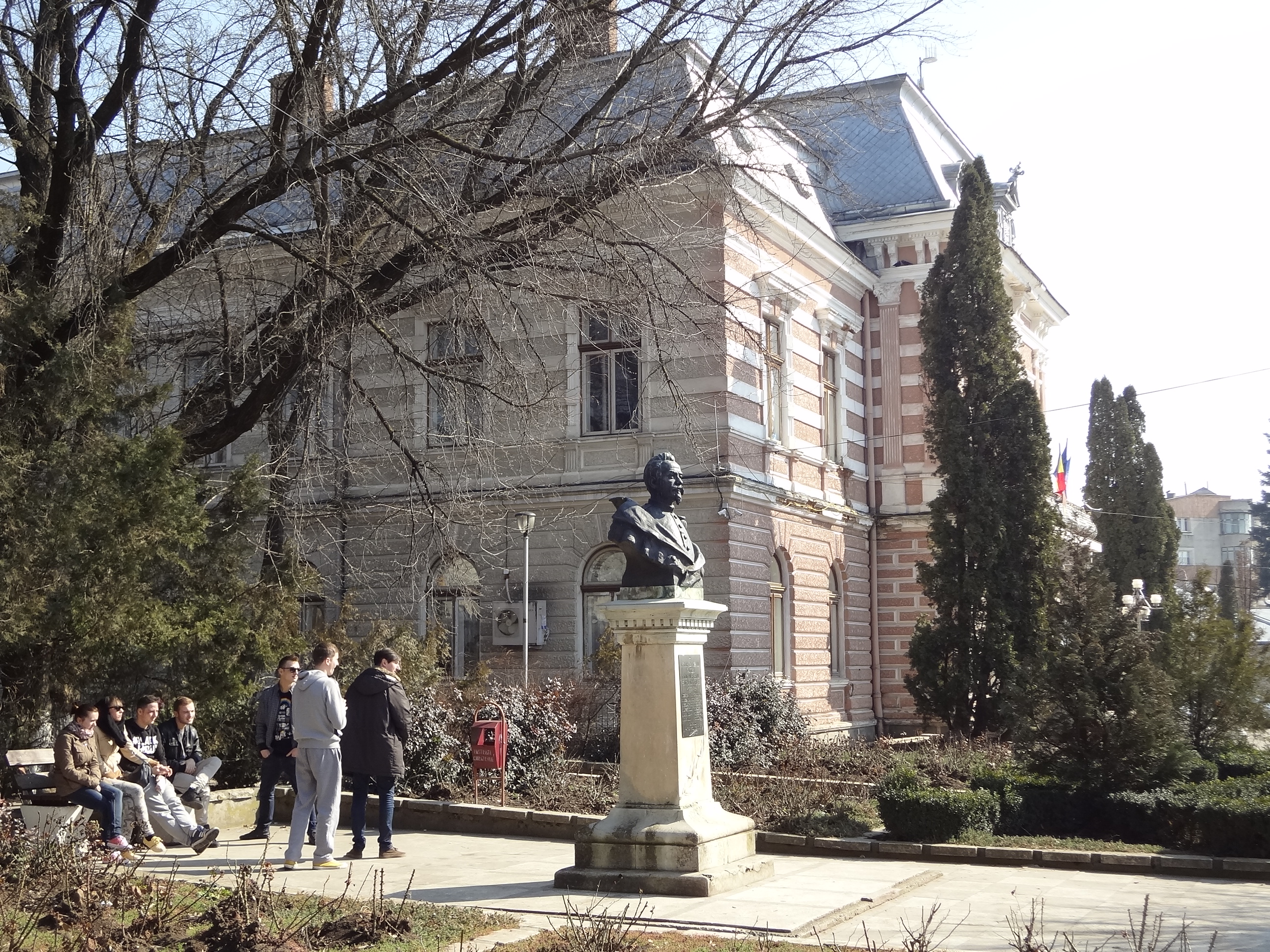
Parc de la mairie

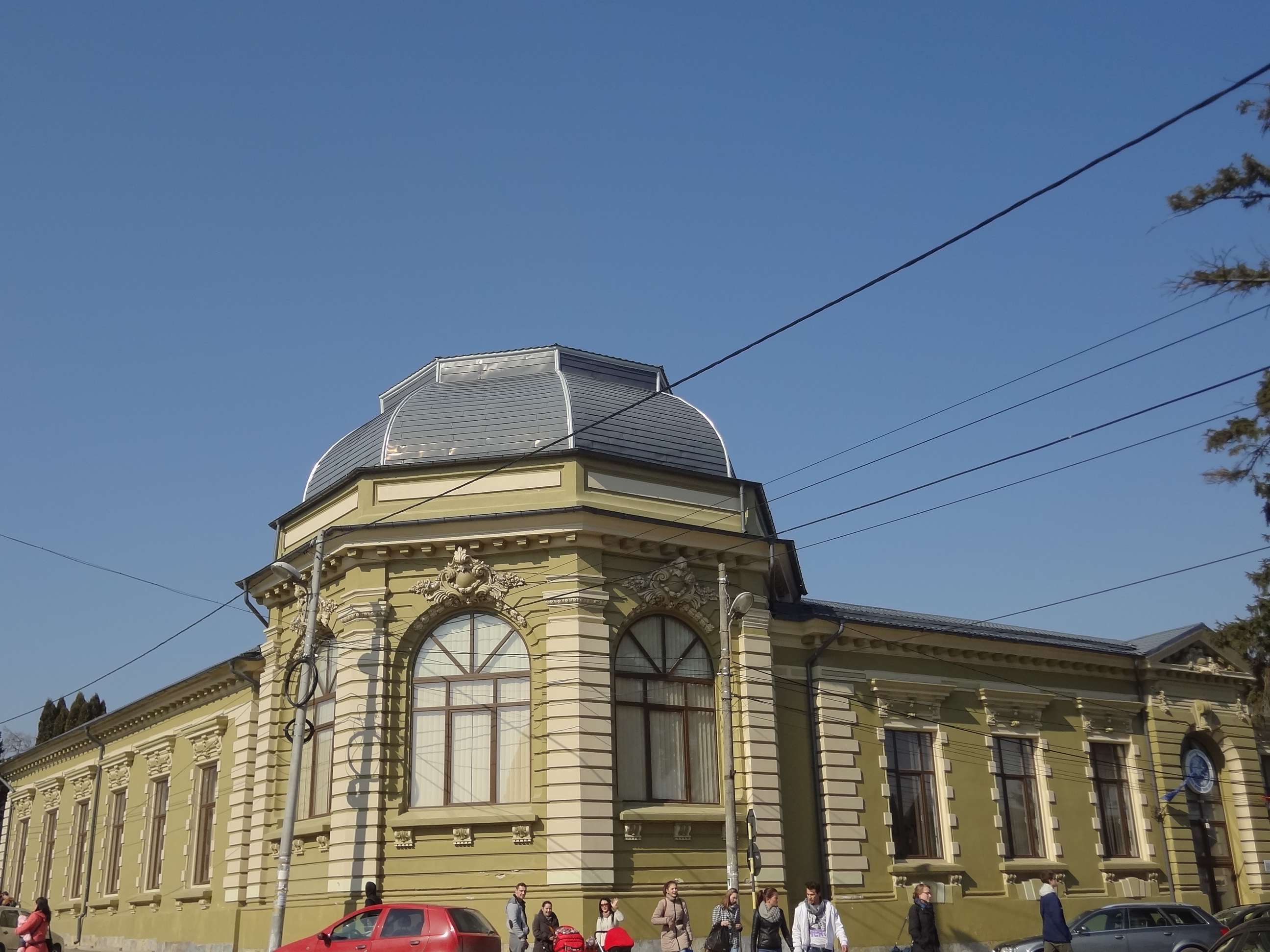
Musée du monde aquatique Mihai Băcescu

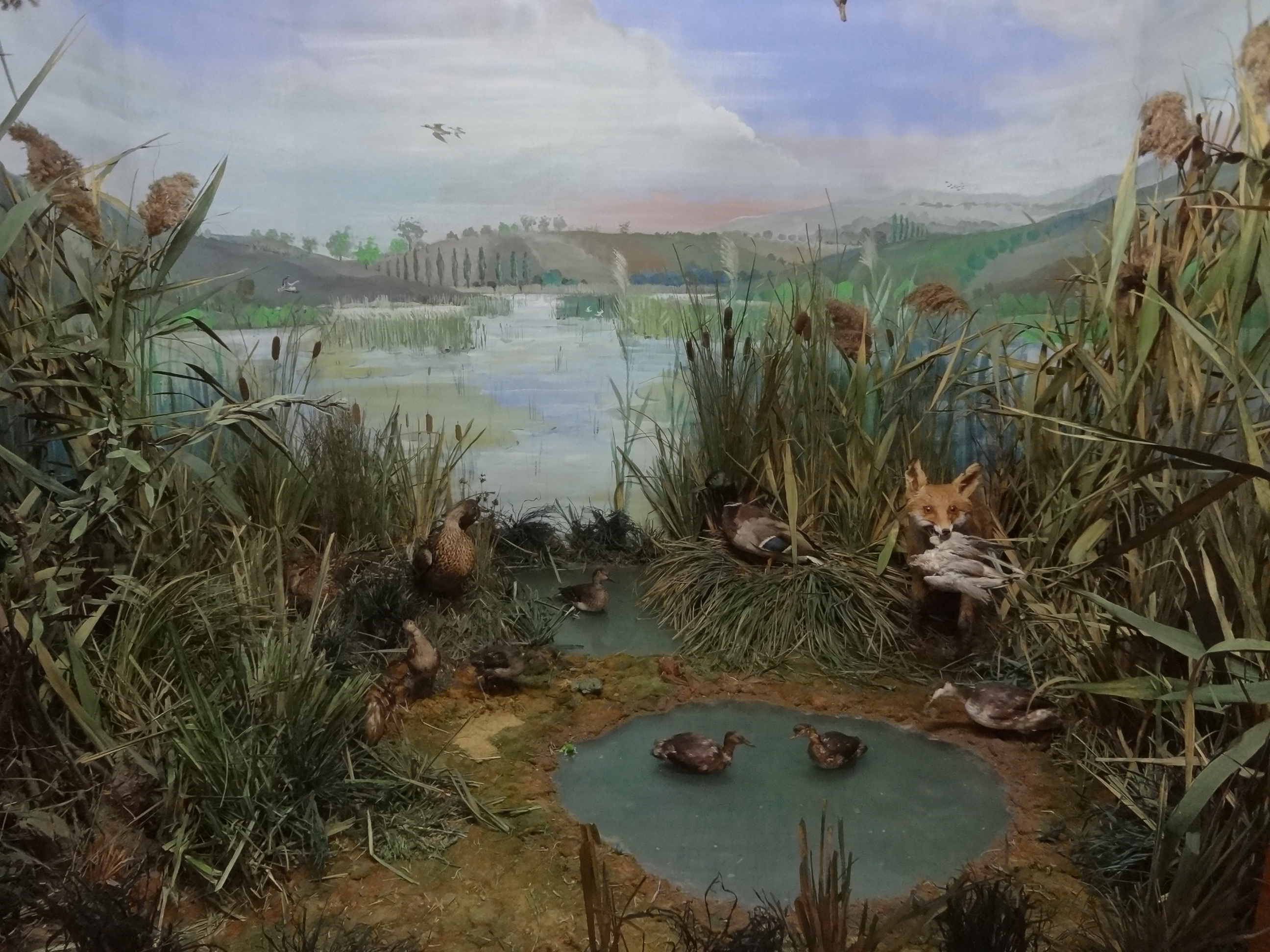
Musée du monde aquatique Mihai Băcescu

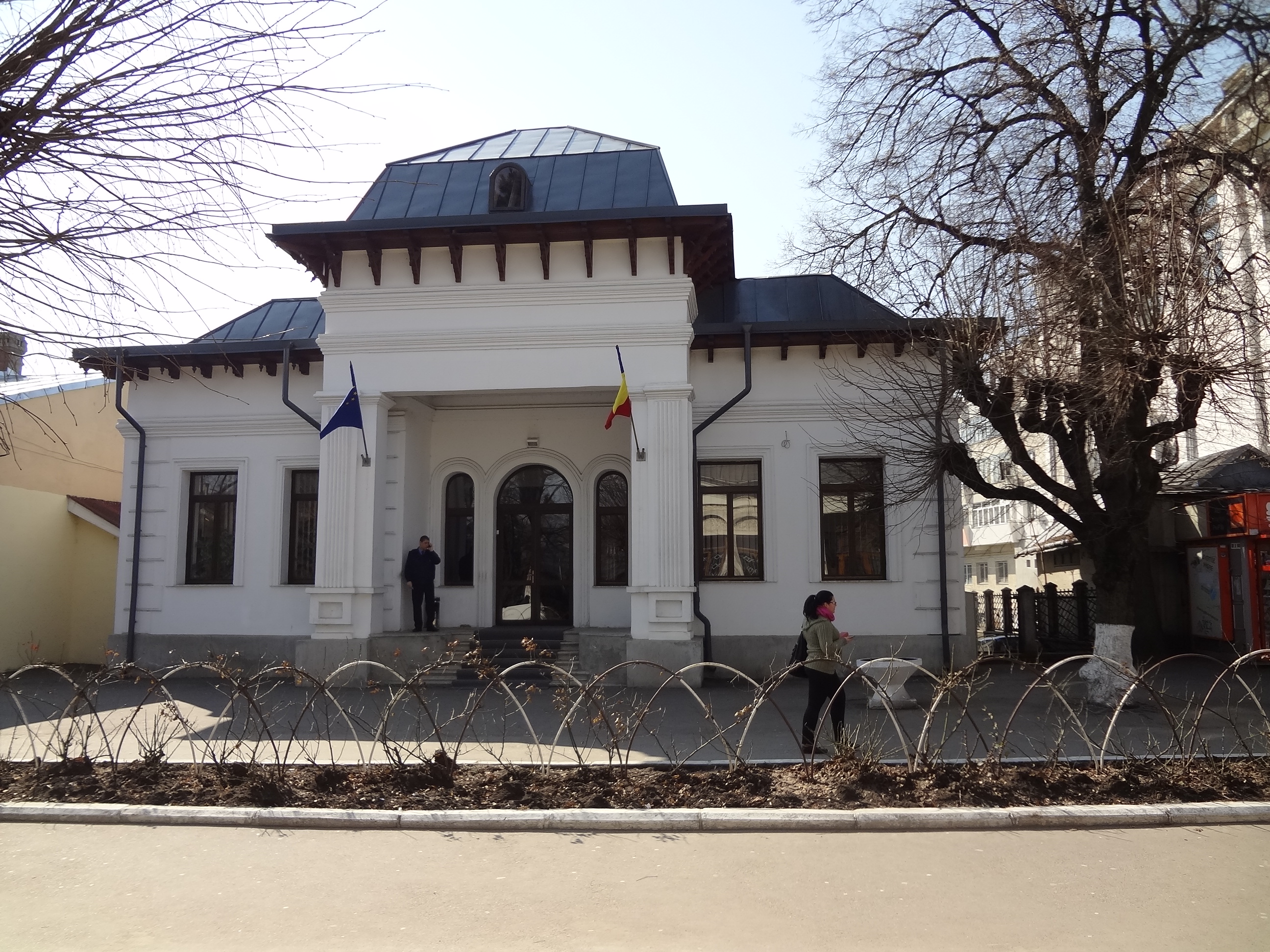
Fălticeni architecture centre ville

- „La Gazette de Folticeni” (1882-1885)
- Folticeni (avril-décembre 1884)
- „La revue du peuple” (1884)
- La Gazette du département Suceava (février-juin 1886)
- „Le respect de la loi” (1887)
- L'Alarme de Moldavie (1er septembre 1888 - 22 avril 1889)
- „Șezătoarea” (1890-1929)
- L’Écho de Suceava (1894)
- „La tribune scientifique” (1899)
- La Photographie (1905)
- „Titirezul”, La toupie (1909-1913)
- Le Calendrier des villageois assidus (1910, 1913, 1915)
- „Vestitorul Satelor”, l'Annonceur des villages (1912-1918)
- „La voix de Suceava” (1914)
- Le Bulletin du musée de Suceava à Fălticeni (1916-1918)
- „La voix de Suceava” (1918)
- „La tribune de l'école” (1919)
- Le Calendrier des enseignants (1928-1938)
- Notre appel (juin 1929 - mars 1930)
- „Bourgeonnement” (1932-1938)
- Action pommicole (1934-1940)
- „Le jardin du travailleur diligent” (1936)
- „l'Observateur” (1996)
- „Interférences culturelles” (1997-1998)
- La Chronique de Fălticeni (online depuis 2003 jusqu'à présent)
- „Nouvelles de Fălticeni” (journal online de 2012 jusqu'à présent)
- Le journal local sur le net

## Objectifs touristiques
- Musée d'art Ion Irimescu, Fălticeni
- Musée du monde aquatique Mihai Băcescu, Fălticeni
- Galerie des personnalités de Fălticeni
- Maison mémorielle Mihail Sadoveanu, Fălticeni
- L'église Église en bois Saint-Georges de Falticeni - église-monument historique construite au XVIIIe siècle.
- L'église des Saints Voïvodes - ou des Jardins de Fălticeni - église-monument historique construite en 1807
- Église romano-catholique Saint-Antoine-de-Padoue de Falticeni - église construite en 1858
- Grande Synagogue de Fălticeni - construite en bois en 1795 et reconstruite en pierre et brique en 1852
- Maison mémorielle Arthur Gorovei, Fălticeni
- Maison mémorielle du poète Nicolae Labiș, située dans le village de Mălini
- Monastère Buciumeni
- Monastère Râșca
- Monastère Probota
- Monastère Slatina
- Monastère Slătioara
- Monastère Cămarzani
- Monastère Saint Mina
- Monastère Brădățel
- L'église „Naissance de Jésus”, située dans le village de Poiana-Dolhasca
- La piste de ski-snowboard Mălini-Pojorâta
- La base nautique "Nada Florilor"